# Allium haemanthoides
Allium haemanthoides är en amaryllisväxtart som beskrevs av Pierre Edmond Boissier, Georges François Reuter och Eduard August von Regel. Allium haemanthoides ingår i släktet lökar, och familjen amaryllisväxter. Inga underarter finns listade i Catalogue of Life.